# جوزپه کارنوال
جوزپه کارنوال (انگلیسی: Giuseppe Carnevale؛ زادهٔ ۲۹ ژوئن ۱۹۷۸) بازیکن فوتبال اهل ایتالیا است.
از باشگاه‌هایی که در آن بازی کرده‌است می‌توان به باشگاه فوتبال اشتوتگارت اشاره کرد.